# شانیانگوسور
شانیانگوسور (نام علمی: Shanyangosaurus) نام یک سرده از راسته خزنده‌کفلان است.